# Serie A 2000-2001
La Serie A 2000-2001 è stata la 99ª edizione della massima serie del campionato italiano di calcio (la 69ª a girone unico), disputata dal 30 settembre 2000 al 17 giugno 2001 e conclusa con la vittoria della Roma, al suo terzo titolo.
Capocannoniere del torneo è stato Hernán Crespo (Lazio) con 26 reti.

## Stagione

### Novità
Dal punto di vista dell'organico, la massima serie riaccolse il blasonato Napoli reduce da un biennio in cadetteria, storiche provinciali quali Atalanta e Vicenza, oltre al Brescia, che fece ritorno in massima serie dopo due anni.

### Calciomercato

L'esordiente Serse Cosmi, tecnico chiamato dalle serie minori per guidare un che emergerà tra le sorprese del campionato.

Investendo notevolmente in sede di calciomercato grazie all'aumento di capitale derivato dall'ingresso in borsa, la Roma acquistò il centrocampista brasiliano Emerson, il difensore argentino Samuel e, soprattutto, il centravanti della Fiorentina, Batistuta. I campioni in carica della Lazio rinnovarono l'attacco con gli argentini Crespo e Claudio López, e scelsero Peruzzi quale sostituto di Marchegiani nel ruolo di portiere titolare. Mercato più defilato per la Juventus, che si assicurò l'attaccante francese Trezeguet, autore del golden goal che aveva deciso Euro 2000, e per il Milan, che riservò il grosso del suo budget per il difensore brasiliano Roque Júnior e per l'ex madridista Redondo. Lo svincolato Roberto Baggio, dopo aver vagliato numerose proposte, si accordò a sorpresa con il neopromosso Brescia. Sempre in provincia, il Vicenza puntò sul giovane bomber Toni, il Verona sull'argentino Camoranesi e l'Udinese pescò dalla Serie C1 il promettente Iaquinta.
Per quanto riguarda gli allenatori, l'Inter confermò Marcello Lippi, nonostante alcune frizioni con la dirigenza e un'inopinata eliminazione ai preliminari di Champions League per mano dei modesti svedesi dell'Helsingborg, mentre la Fiorentina sostituì Giovanni Trapattoni, neo commissario tecnico della nazionale, con il turco Fatih Terim, reduce dalla vittoria in Coppa UEFA con il Galatasaray. Il Brescia si affidò a Carlo Mazzone, il Napoli, ritornato in massima serie dopo due anni, puntò su Zdeněk Zeman, infine Verona e Perugia affidarono la panchina, rispettivamente, ad Attilio Perotti e Serse Cosmi, entrambi esordienti nella categoria.

### Avvenimenti

#### Girone di andata

Hernán Crespo, passato dal alla per una cifra allora record nella storia del calcio italiano: nonostante il titolo di capocannoniere dell'argentino, con 26 gol, la squadra biancoceleste non riuscirà a difendere il tricolore.

Posticipato addirittura al 30 settembre 2000 per la concomitanza dei Giochi olimpici, l'atto inaugurale del campionato registrò una fiera opposizione delle cosiddette «provinciali» alla teorica superiorità delle favorite: mentre la scudettata Lazio non andò oltre un sofferto pari a Bergamo, l'Inter crollava a Reggio Calabria decretando un anticipato esonero per Lippi. Prima capolista solitaria risultò la Roma, guadagnandosi una vetta a punteggio pieno il 22 ottobre: inciampando a San Siro in versione nerazzurra durante l'infrasettimanale del 1º novembre, i capitolini favorirono a sorpresa un tandem composto da Udinese e Atalanta. Dopo l'inedita permanenza in testa dei friulani a caratterizzare la quinta giornata, il 12 novembre gli uomini di Capello tornarono a guidare la classifica anche in ragione dello stop imposto ai bianconeri dal sempre vivace Parma: ben più tormentato l'avvio stagionale per le milanesi e la Fiorentina, coi confini della zona-salvezza idealmente sovrapponibili al contingente meridionale del lotto.
Archiviata dal successo col minimo scarto la stracittadina del 17 dicembre 2000, i giallorossi terminavano l'anno solare con 6 punti di margine sull'incostante Juventus: a rivestire definitivamente i sabaudi della nomea d'inseguitrice contribuiva proprio lo scontro diretto antecedente la pausa natalizia, svoltosi in forma di anticipo al venerdì e concluso senza reti.
Seppur lievitato a 8 lunghezze nella prima giornata del 2001, il margine si assottigliava solamente a +3 il 21 gennaio: già rallentata dal derelitto Bari, la Roma conosceva infatti una nuova sconfitta nel capoluogo lombardo. Con l'avvicendamento in panchina tra Eriksson e Zoff foriero di una ripresa che portò i biancocelesti a candidarsi per il bis dopo la complicata partenza, il 3 febbraio 2001 la formazione di Ancelotti vedeva i propri sforzi vanificati dal rovescio subìto in campo orobico: espugnando all'indomani il Tardini con una doppietta di Batistuta, la Roma si cuciva sulle maglie il simbolico riconoscimento d'inverno a quota 39 punti contro i 33 racimolati ex aequo da concittadini e torinesi.

#### Girone di ritorno
Nella prima parte del girone di ritorno i capitolini confermarono il proprio ruolino di marcia, mantenendo vantaggi rassicuranti sulle inseguitrici: una svolta sembrò esserci a cavallo di marzo e aprile, periodo in cui la Roma incrementò il proprio margine a +9 sulla Juventus e +12 sulla Lazio, lasciando credere che il campionato si stesse chiudendo in anticipo. Tuttavia, come già accaduto a gennaio, anche nelle successive due gare di aprile gli uomini di Capello accusarono una decisa flessione, dapprima crollando sul campo della Fiorentina e, poi, strappando a fatica un pari casalingo contro un Perugia emerso nel frattempo, nonostante i pronostici avversi della vigilia, tra le rivelazioni della stagione; le due rivali ne approfittarono riducendo il divario rispettivamente a +4 e a +7, ma nei due turni successivi fu la Juventus a rallentare un po', conquistando solo due pareggi contro Parma e Lecce e ritrovandosi, così, di nuovo a 6 punti dalla Roma, che prima tornò alla vittoria a Udine e che poi riuscì a tenere entrambe le rivali a distanza grazie ai pareggi negli scontri diretti. In coda, invece, arrivò il primo verdetto, ovvero il Bari aritmeticamente retrocesso con ben sette turni di anticipo.

Francesco Totti, capitano e trascinatore della al suo terzo Scudetto.

Si rivelò a conti fatti decisivo, alla vigilia del big match al Delle Alpi, il sopravvenuto – e molto discusso – cambio di regolamento in itinere sui calciatori extracomunitari, che per le ultime gare di campionato ne liberalizzò l'impiego illimitato. A giovarne più di tutti fu a posteriori la Roma che, per la volata finale, poté così contare anche sull'apporto del giapponese Nakata, fin lì ai margini della rosa giallorossa per le succitate questioni regolamentari: nello scontro diretto del 6 maggio a Torino i capitolini, benché sotto di due gol per gran parte della gara, riuscirono a rimontare nel finale grazie proprio alla verve di Nakata il quale dapprima dimezzò lo svantaggio e poi propiziò il definitivo pareggio di Montella. A cinque giornate dalla fine, quindi, la Juventus dovette subire anche il sorpasso da parte della Lazio, ora seconda a cinque lunghezze dalla squadra di Capello. Dopo tre settimane, i pareggi incrociati delle romane contro le milanesi portarono i giallorossi a un passo dal titolo, mentre la Juventus, battendo il Perugia, tornò al secondo posto a quattro punti dalla vetta.
A tenere aperto fino all'ultimo il discorso tricolore ci pensò, nella penultima giornata, un Napoli impegnato nella lotta per la salvezza e che al San Paolo frenò la Roma sul pari, consentendo a Juventus e Lazio di ridurre il distacco dai giallorossi rispettivamente a −2 e −3. Come nei due anni precedenti, quindi, il titolo si assegnò solo all'ultima domenica, nella quale, tuttavia, gli uomini di Capello batterono all'Olimpico per 3-1 un Parma ormai privo di obiettivi da raggiungere, assicurandosi così il loro terzo Scudetto, a diciotto anni dal precedente.

Il neopromosso di Carlo Mazzone, trascinato dal colpo a sorpresa Roberto Baggio, chiuderà il migliore campionato della sua storia all'ottavo posto.

Ai bianconeri non bastò il 2-1 contro un'Atalanta ormai demotivata, risultato che comunque garantì loro il secondo posto e il conseguente accesso diretto in Champions League, ma che non evitò l'esonero di Carlo Ancelotti, comunicato proprio durante l'intervallo della gara. Sempre in Champions si qualificarono anche Lazio e Parma, quest'ultimo protagonista di un positivo girone di ritorno sotto la guida del nuovo allenatore Renzo Ulivieri, subentrato a Malesani a metà stagione; per la prima volta due squadre romane chiusero il campionato nelle prime tre posizioni della classifica. Alla Coppa UEFA, oltre alla Fiorentina vincitrice della Coppa Italia, ebbero invece accesso le due milanesi, entrambe reduci da una stagione pessima; in particolar modo, l'Inter, pur concludendo al fotofinish davanti ai concittadini del Milan, incappò in alcune pesanti débâcle, tra cui il netto 0-6 rimediato nel derby di ritorno. La qualificazione in Intertoto andò al Brescia, che, con due giornate di anticipo, riuscì a centrare la sua prima salvezza dopo ben trentaquattro anni, chiudendo, peraltro, a un lusinghiero ottavo posto in classifica, suo migliore piazzamento della storia.
Le giornate conclusive furono animate anche dalla lotta in coda per la salvezza, che vide coinvolte ben cinque squadre. L'Udinese, che dopo un'ottima partenza era sprofondata ai margini della zona retrocessione, portando la società a esonerare l'allenatore De Canio in favore di Spalletti, riuscì a salvarsi già alla penultima giornata, grazie alla vittoria di misura in casa dell'Atalanta; uscirono invece declassate le neopromosse Napoli, cui un girone di ritorno positivo non bastò a ribaltare le sorti – complici un disastroso avvio e una situazione societaria critica –, e Vicenza, mentre il Lecce, sconfiggendo in rimonta la Lazio all'ultima giornata, e grazie alla classifica avulsa favorevole, ottenne la salvezza diretta e spedì le rivali Reggina e Verona allo spareggio: furono i calabresi gli ultimi a retrocedere, traditi nell'arco del doppio confronto dalla regola dei gol fuori casa.

## Squadre partecipanti

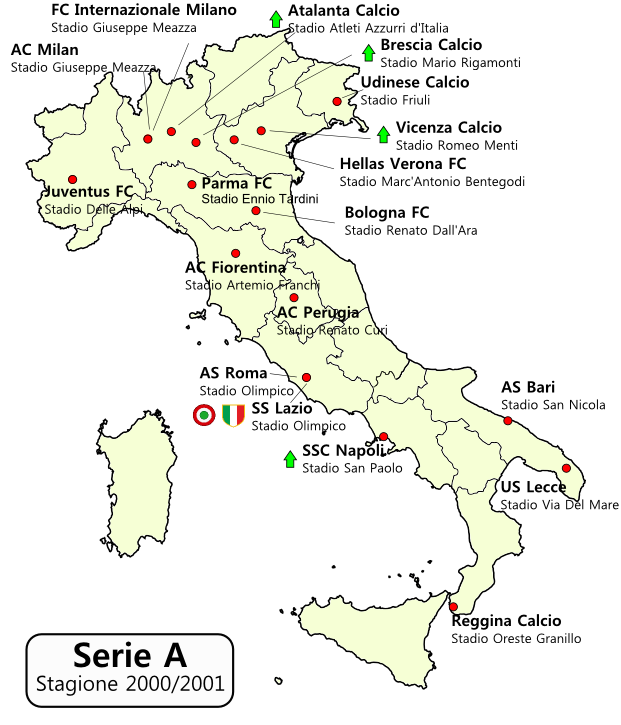
Ubicazione delle squadre della Serie A 2000-2001

| Club       | Stagione | Città           | Stadio                         | Stagione precedente           |
| ---------- | -------- | --------------- | ------------------------------ | ----------------------------- |
| Atalanta   | dettagli | Bergamo         | Stadio Atleti Azzurri d'Italia | 2º posto in Serie B, promosso |
| Bari       | dettagli | Bari            | Stadio San Nicola              | 14º posto in Serie A          |
| Bologna    | dettagli | Bologna         | Stadio Renato Dall'Ara         | 11º posto in Serie A          |
| Brescia    | dettagli | Brescia         | Stadio Mario Rigamonti         | 3º posto in Serie B, promosso |
| Fiorentina | dettagli | Firenze         | Stadio Artemio Franchi         | 7º posto in Serie A           |
| Inter      | dettagli | Milano          | Stadio Giuseppe Meazza         | 4º posto in Serie A           |
| Juventus   | dettagli | Torino          | Stadio delle Alpi              | 2º posto in Serie A           |
| Lazio      | dettagli | Roma            | Stadio Olimpico di Roma        | 1º posto in Serie A           |
| Lecce      | dettagli | Lecce           | Stadio Via del Mare            | 13º posto in Serie A          |
| Milan      | dettagli | Milano          | Stadio Giuseppe Meazza         | 3º posto in Serie A           |
| Napoli     | dettagli | Napoli          | Stadio San Paolo               | 4º posto in Serie B, promosso |
| Parma      | dettagli | Parma           | Stadio Ennio Tardini           | 5º posto in Serie A           |
| Perugia    | dettagli | Perugia         | Stadio Renato Curi             | 10º posto in Serie A          |
| Reggina    | dettagli | Reggio Calabria | Stadio Oreste Granillo         | 12º posto in Serie A          |
| Roma       | dettagli | Roma            | Stadio Olimpico di Roma        | 6º posto in Serie A           |
| Udinese    | dettagli | Udine           | Stadio Friuli                  | 8º posto in Serie A           |
| Verona     | dettagli | Verona          | Stadio Marcantonio Bentegodi   | 9º posto in Serie A           |
| Vicenza    | dettagli | Vicenza         | Stadio Romeo Menti             | 1º posto in Serie B, promosso |

## Allenatori e primatisti
| Squadra    | Allenatore                                                                                        | Calciatore più presente                              | Cannoniere               |
| ---------- | ------------------------------------------------------------------------------------------------- | ---------------------------------------------------- | ------------------------ |
| Atalanta   | Giovanni Vavassori                                                                                | Cristian Zenoni (34)                                 | Nicola Ventola (10)      |
| Bari       | Eugenio Fascetti (1ª-28ª) Arcangelo Sciannimanico (29ª-34ª)                                       | Giuseppe Mazzarelli (33)                             | Daniel Andersson (8)     |
| Bologna    | Francesco Guidolin                                                                                | Gianluca Pagliuca (34)                               | Giuseppe Signori (16)    |
| Brescia    | Carlo Mazzone                                                                                     | Pierpaolo Bisoli, Aimo Diana (32)                    | Dario Hübner (17)        |
| Fiorentina | Antonio Di Gennaro e Fatih Terim (D.T.) (1ª-20ª) Luciano Chiarugi (21ª) Roberto Mancini (22ª-34ª) | Angelo Di Livio (33)                                 | Enrico Chiesa (22)       |
| Inter      | Marcello Lippi (1ª) Marco Tardelli (2ª-34ª)                                                       | Laurent Blanc (33)                                   | Christian Vieri (18)     |
| Juventus   | Carlo Ancelotti                                                                                   | Edwin van der Sar (34)                               | David Trezeguet (14)     |
| Lazio      | Sven-Göran Eriksson (1ª-13ª) Dino Zoff (14ª-34ª)                                                  | Hernán Crespo (32)                                   | Hernán Crespo (26)       |
| Lecce      | Alberto Cavasin                                                                                   | Antonio Chimenti, Davor Vugrinec (34)                | Cristiano Lucarelli (12) |
| Milan      | Alberto Zaccheroni (1ª-22ª) Mauro Tassotti e Cesare Maldini (D.T.) (23ª-34ª)                      | Andrij Ševčenko (34)                                 | Andrij Ševčenko (24)     |
| Napoli     | Zdeněk Zeman (1ª-6ª) Emiliano Mondonico (7ª-34ª)                                                  | Nicola Amoruso, Francesco Baldini, Oscar Magoni (30) | Nicola Amoruso (10)      |
| Parma      | Alberto Malesani (1ª-13ª) Arrigo Sacchi (14ª-16ª) Renzo Ulivieri (17ª-34ª)                        | Gianluigi Buffon (34)                                | Marco Di Vaio (15)       |
| Perugia    | Serse Cosmi                                                                                       | Zīsīs Vryzas (34)                                    | Marco Materazzi (12)     |
| Reggina    | Franco Colomba                                                                                    | Massimo Taibi (34)                                   | Davide Dionigi (6)       |
| Roma       | Fabio Capello                                                                                     | Damiano Tommasi (34)                                 | Gabriel Batistuta (20)   |
| Udinese    | Luigi De Canio (1ª-23ª) Luciano Spalletti (24ª-34ª)                                               | Stefano Fiore (34)                                   | Roberto Sosa (15)        |
| Verona     | Attilio Perotti                                                                                   | Fabrizio Ferron (32)                                 | Emiliano Bonazzoli (7)   |
| Vicenza    | Edoardo Reja                                                                                      | Giorgio Sterchele (34)                               | Luca Toni (9)            |

## Classifica finale
Classifica tratta dal sito della Lega Serie A.
|        | Pos. | Squadra    | Pt | G  | V  | N  | P  | GF | GS | DR  |
| ------ | ---- | ---------- | -- | -- | -- | -- | -- | -- | -- | --- |
|        | 1.   | Roma       | 75 | 34 | 22 | 9  | 3  | 68 | 33 | +35 |
|        | 2.   | Juventus   | 73 | 34 | 21 | 10 | 3  | 61 | 27 | +34 |
|        | 3.   | Lazio      | 69 | 34 | 21 | 6  | 7  | 65 | 36 | +29 |
|        | 4.   | Parma      | 56 | 34 | 16 | 8  | 10 | 51 | 31 | +20 |
|        | 5.   | Inter      | 51 | 34 | 14 | 9  | 11 | 47 | 47 | 0   |
|        | 6.   | Milan      | 49 | 34 | 12 | 13 | 9  | 56 | 46 | +10 |
|        | 7.   | Atalanta   | 44 | 34 | 10 | 14 | 10 | 38 | 34 | +4  |
|        | 8.   | Brescia    | 44 | 34 | 10 | 14 | 10 | 44 | 42 | +2  |
| [ 99 ] | 9.   | Fiorentina | 43 | 34 | 10 | 13 | 11 | 53 | 52 | +1  |
|        | 10.  | Bologna    | 43 | 34 | 11 | 10 | 13 | 49 | 53 | -4  |
|        | 11.  | Perugia    | 42 | 34 | 10 | 12 | 12 | 49 | 53 | -4  |
|        | 12.  | Udinese    | 38 | 34 | 11 | 5  | 18 | 49 | 59 | -10 |
|        | 13.  | Lecce      | 37 | 34 | 8  | 13 | 13 | 40 | 54 | -14 |
|        | 14.  | Verona     | 37 | 34 | 10 | 7  | 17 | 40 | 59 | -19 |
|        | 15.  | Reggina    | 37 | 34 | 10 | 7  | 17 | 32 | 49 | -17 |
|        | 16.  | Vicenza    | 36 | 34 | 9  | 9  | 16 | 37 | 51 | -14 |
|        | 17.  | Napoli     | 36 | 34 | 8  | 12 | 14 | 35 | 51 | -16 |
|        | 18.  | Bari       | 20 | 34 | 5  | 5  | 24 | 31 | 68 | -37 |

Legenda:
      Campione d'Italia e qualificata alla prima fase a gironi della UEFA Champions League 2001-2002.
      Qualificata alla prima fase a gironi della UEFA Champions League 2001-2002.
      Qualificate al terzo turno di qualificazione della UEFA Champions League 2001-2002.
      Qualificate al primo turno di Coppa UEFA 2001-2002.
      Ammessa al terzo turno di Coppa Intertoto UEFA 2001.
      Retrocesse in Serie B 2001-2002.
 Retrocessione diretta.
Regolamento:
Tre punti a vittoria, uno a pareggio, zero a sconfitta.
A parità di punti valeva la classifica avulsa, eccetto per l'assegnazione dello Scudetto, dei posti salvezza-retrocessione e qualificazione-esclusione dalla Coppa UEFA/Champions League per i quali era previsto uno spareggio.
Note:
Il Brescia è stato ammesso alla Coppa Intertoto per rinuncia dell'Atalanta.
Il Lecce salvo per classifica avulsa favorevole rispetto a Verona e Reggina.
Il Verona salvo dopo aver vinto gli spareggi con la Reggina, squadra a pari punteggio.

### Squadra campione
| Formazione tipo | Giocatori (presenze)     |
| --- | ------------------------ |
| Antonioli Zebina Samuel Zago Cafu Tommasi Zanetti Candela Totti Batistuta Delvecchio | Francesco Antonioli (26) |
| Antonioli Zebina Samuel Zago Cafu Tommasi Zanetti Candela Totti Batistuta Delvecchio | Jonathan Zebina (22)     |
| Antonioli Zebina Samuel Zago Cafu Tommasi Zanetti Candela Totti Batistuta Delvecchio | Walter Samuel (31)       |
| Antonioli Zebina Samuel Zago Cafu Tommasi Zanetti Candela Totti Batistuta Delvecchio | Zago (28)                |
| Antonioli Zebina Samuel Zago Cafu Tommasi Zanetti Candela Totti Batistuta Delvecchio | Cafu (31)                |
| Antonioli Zebina Samuel Zago Cafu Tommasi Zanetti Candela Totti Batistuta Delvecchio | Damiano Tommasi (34)     |
| Antonioli Zebina Samuel Zago Cafu Tommasi Zanetti Candela Totti Batistuta Delvecchio | Cristiano Zanetti (27)   |
| Antonioli Zebina Samuel Zago Cafu Tommasi Zanetti Candela Totti Batistuta Delvecchio | Vincent Candela (33)     |
| Antonioli Zebina Samuel Zago Cafu Tommasi Zanetti Candela Totti Batistuta Delvecchio | Francesco Totti (30)     |
| Antonioli Zebina Samuel Zago Cafu Tommasi Zanetti Candela Totti Batistuta Delvecchio | Gabriel Batistuta (28)   |
| Antonioli Zebina Samuel Zago Cafu Tommasi Zanetti Candela Totti Batistuta Delvecchio | Marco Delvecchio (31)    |
| Altri giocatori: Vincenzo Montella (28), Aldair (15), Gianni Guigou (15), Hidetoshi Nakata (15), Emerson (13), Marcos Assunção (12), Amedeo Mangone (11), Alessandro Rinaldi (9), Cristiano Lupatelli (8), Eusebio Di Francesco (5), Abel Balbo (2), Gaetano D'Agostino (1). |                          |

## Risultati

### Tabellone
|            | Ata  | Bar  | Bol  | Bre  | Fio  | Int  | Juv  | Laz  | Lec  | Mil  | Nap  | Par  | Per  | Reg  | Rom  | Udi  | Ver  | Vic  |
| ---------- | ---- | ---- | ---- | ---- | ---- | ---- | ---- | ---- | ---- | ---- | ---- | ---- | ---- | ---- | ---- | ---- | ---- | ---- |
| Atalanta   | –––– | 0-0  | 2-2  | 2-0  | 0-0  | 0-1  | 2-1  | 2-2  | 1-0  | 1-1  | 1-1  | 0-1  | 0-0  | 1-1  | 0-2  | 0-1  | 3-0  | 1-1  |
| Bari       | 0-2  | –––– | 2-0  | 1-3  | 2-1  | 1-2  | 0-1  | 1-2  | 3-2  | 1-3  | 0-1  | 0-1  | 3-4  | 2-1  | 1-4  | 2-1  | 1-1  | 2-2  |
| Bologna    | 0-1  | 4-2  | –––– | 1-0  | 1-1  | 0-3  | 1-4  | 2-0  | 2-2  | 2-1  | 2-1  | 2-1  | 3-2  | 2-0  | 1-2  | 1-1  | 1-0  | 1-1  |
| Brescia    | 0-3  | 3-1  | 0-0  | –––– | 1-1  | 1-0  | 0-0  | 0-1  | 2-2  | 1-1  | 1-1  | 0-0  | 1-0  | 4-0  | 2-4  | 3-1  | 1-0  | 2-1  |
| Fiorentina | 1-1  | 2-2  | 1-1  | 2-2  | –––– | 2-0  | 1-3  | 1-4  | 2-0  | 4-0  | 1-2  | 0-1  | 3-4  | 2-1  | 3-1  | 2-1  | 2-0  | 3-2  |
| Inter      | 3-0  | 1-0  | 2-1  | 0-0  | 4-2  | –––– | 2-2  | 1-1  | 0-1  | 0-6  | 3-1  | 1-1  | 2-1  | 1-1  | 2-0  | 2-1  | 2-0  | 1-1  |
| Juventus   | 2-1  | 2-0  | 1-0  | 1-1  | 3-3  | 3-1  | –––– | 1-1  | 1-1  | 3-0  | 3-0  | 1-0  | 1-0  | 1-0  | 2-2  | 1-2  | 2-1  | 4-0  |
| Lazio      | 0-0  | 2-0  | 2-0  | 2-1  | 3-0  | 2-0  | 4-1  | –––– | 3-2  | 1-1  | 1-2  | 1-0  | 3-0  | 2-0  | 0-1  | 3-1  | 5-3  | 2-1  |
| Lecce      | 0-2  | 2-0  | 0-0  | 0-3  | 1-1  | 1-2  | 1-4  | 2-1  | –––– | 3-3  | 1-1  | 1-2  | 2-2  | 2-1  | 0-4  | 2-1  | 4-2  | 3-1  |
| Milan      | 3-3  | 4-0  | 3-3  | 1-1  | 1-2  | 2-2  | 2-2  | 1-0  | 4-1  | –––– | 1-0  | 2-2  | 1-2  | 1-0  | 3-2  | 3-0  | 1-0  | 2-0  |
| Napoli     | 0-0  | 1-0  | 1-5  | 1-1  | 1-0  | 1-0  | 1-2  | 2-4  | 1-1  | 0-0  | –––– | 2-2  | 0-0  | 6-2  | 2-2  | 0-1  | 2-0  | 1-2  |
| Parma      | 2-0  | 4-0  | 0-0  | 3-0  | 2-2  | 3-1  | 0-0  | 2-0  | 1-1  | 2-0  | 4-0  | –––– | 5-0  | 0-2  | 1-2  | 2-0  | 1-2  | 0-2  |
| Perugia    | 2-2  | 4-1  | 1-3  | 2-2  | 2-2  | 2-3  | 0-1  | 0-1  | 1-1  | 2-1  | 1-1  | 3-1  | –––– | 1-1  | 0-0  | 3-1  | 1-0  | 1-0  |
| Reggina    | 1-0  | 1-0  | 2-1  | 0-3  | 1-1  | 2-1  | 0-2  | 0-2  | 0-1  | 2-1  | 3-1  | 2-0  | 0-2  | –––– | 0-0  | 1-1  | 1-1  | 1-0  |
| Roma       | 1-0  | 1-1  | 2-0  | 3-1  | 1-0  | 3-2  | 0-0  | 2-2  | 1-0  | 1-1  | 3-0  | 3-1  | 2-2  | 2-1  | –––– | 2-1  | 3-1  | 3-1  |
| Udinese    | 2-4  | 2-0  | 3-1  | 4-2  | 1-3  | 3-0  | 0-2  | 3-4  | 2-0  | 0-1  | 0-0  | 1-3  | 3-3  | 3-0  | 1-3  | –––– | 2-1  | 2-3  |
| Verona     | 2-1  | 3-2  | 5-4  | 2-1  | 2-1  | 2-2  | 0-1  | 2-0  | 0-0  | 1-1  | 2-1  | 0-2  | 2-1  | 0-3  | 1-4  | 1-1  | –––– | 1-0  |
| Vicenza    | 1-2  | 1-0  | 4-2  | 1-1  | 1-1  | 0-0  | 0-3  | 1-4  | 0-0  | 2-0  | 2-0  | 0-1  | 1-0  | 2-1  | 0-2  | 1-2  | 2-2  | –––– |

### Calendario
Il campionato ebbe inizio il 30 settembre 2000, per evitare sovrapposizioni con le Olimpiadi di Sydney: il termine venne fissato al 17 giugno 2001.
Le soste per impegni della Nazionale azzurra furono calendarizzate all'8 ottobre 2000, al 25 marzo e 3 giugno 2001; la quarta giornata venne invece posposta al 1º novembre, dacché il 29 ottobre 2000 ebbe luogo la celebrazione sportiva del Giubileo.
| andata (1ª) | andata (1ª) | 1ª giornata      | ritorno (18ª) | ritorno (18ª) |
|             |             |                  |               |               |
| 1º ott.     | 2-2         | Atalanta-Lazio   | 0-0           | 10 feb.       |
| 30 set.     | 1-1         | Bari-Verona      | 2-3           | 11 feb.       |
| 1º ott.     | 2-0         | Milan-Vicenza    | 0-2           | 11 feb.       |
| 30 set.     | 1-2         | Napoli-Juventus  | 0-3           | 11 feb.       |
| 1º ott.     | 2-2         | Parma-Fiorentina | 1-0           | 11 feb.       |
| 1º ott.     | 1-1         | Perugia-Lecce    | 2-2           | 11 feb.       |
| 1º ott.     | 2-1         | Reggina-Inter    | 1-1           | 10 feb.       |
| 1º ott.     | 2-0         | Roma-Bologna     | 2-1           | 11 feb.       |
| 1º ott.     | 4-2         | Udinese-Brescia  | 1-3           | 11 feb.       |

| andata (2ª) | andata (2ª) | 2ª giornata        | ritorno (19ª) | ritorno (19ª) |
|             |             |                    |               |               |
| 15 ott.     | 2-1         | Bologna-Milan      | 3-3           | 17 feb.       |
| 15 ott.     | 0-0         | Brescia-Parma      | 0-3           | 18 feb.       |
| 15 ott.     | 2-1         | Fiorentina-Reggina | 1-1           | 18 feb.       |
| 14 ott.     | 3-1         | Inter-Napoli       | 0-1           | 18 feb.       |
| 15 ott.     | 2-0         | Juventus-Bari      | 1-0           | 18 feb.       |
| 14 ott.     | 3-0         | Lazio-Perugia      | 1-0           | 18 feb.       |
| 15 ott.     | 0-4         | Lecce-Roma         | 0-1           | 18 feb.       |
| 15 ott.     | 1-1         | Verona-Udinese     | 1-2           | 17 feb.       |
| 15 ott.     | 1-2         | Vicenza-Atalanta   | 1-1           | 18 feb.       |

| andata (1ª) | andata (1ª) | 1ª giornata      | ritorno (18ª) | ritorno (18ª) |
|             |             |                  |               |               |
| 1º ott.     | 2-2         | Atalanta-Lazio   | 0-0           | 10 feb.       |
| 30 set.     | 1-1         | Bari-Verona      | 2-3           | 11 feb.       |
| 1º ott.     | 2-0         | Milan-Vicenza    | 0-2           | 11 feb.       |
| 30 set.     | 1-2         | Napoli-Juventus  | 0-3           | 11 feb.       |
| 1º ott.     | 2-2         | Parma-Fiorentina | 1-0           | 11 feb.       |
| 1º ott.     | 1-1         | Perugia-Lecce    | 2-2           | 11 feb.       |
| 1º ott.     | 2-1         | Reggina-Inter    | 1-1           | 10 feb.       |
| 1º ott.     | 2-0         | Roma-Bologna     | 2-1           | 11 feb.       |
| 1º ott.     | 4-2         | Udinese-Brescia  | 1-3           | 11 feb.       |

| andata (2ª) | andata (2ª) | 2ª giornata        | ritorno (19ª) | ritorno (19ª) |
|             |             |                    |               |               |
| 15 ott.     | 2-1         | Bologna-Milan      | 3-3           | 17 feb.       |
| 15 ott.     | 0-0         | Brescia-Parma      | 0-3           | 18 feb.       |
| 15 ott.     | 2-1         | Fiorentina-Reggina | 1-1           | 18 feb.       |
| 14 ott.     | 3-1         | Inter-Napoli       | 0-1           | 18 feb.       |
| 15 ott.     | 2-0         | Juventus-Bari      | 1-0           | 18 feb.       |
| 14 ott.     | 3-0         | Lazio-Perugia      | 1-0           | 18 feb.       |
| 15 ott.     | 0-4         | Lecce-Roma         | 0-1           | 18 feb.       |
| 15 ott.     | 1-1         | Verona-Udinese     | 1-2           | 17 feb.       |
| 15 ott.     | 1-2         | Vicenza-Atalanta   | 1-1           | 18 feb.       |

| andata (3ª) | andata (3ª) | 3ª giornata        | ritorno (20ª) | ritorno (20ª) |
|             |             |                    |               |               |
| 22 ott.     | 0-2         | Bari-Atalanta      | 0-0           | 24 feb.       |
| 22 ott.     | 1-1         | Brescia-Fiorentina | 2-2           | 24 feb.       |
| 21 ott.     | 2-2         | Milan-Juventus     | 0-3           | 25 feb.       |
| 22 ott.     | 1-5         | Napoli-Bologna     | 1-2           | 25 feb.       |
| 22 ott.     | 3-1         | Perugia-Parma      | 0-5           | 25 feb.       |
| 22 ott.     | 0-1         | Reggina-Lecce      | 1-2           | 25 feb.       |
| 22 ott.     | 3-1         | Roma-Vicenza       | 2-0           | 25 feb.       |
| 21 ott.     | 3-0         | Udinese-Inter      | 1-2           | 25 feb.       |
| 22 ott.     | 2-0         | Verona-Lazio       | 3-5           | 25 feb.       |

| andata (4ª) | andata (4ª) | 4ª giornata      | ritorno (21ª) | ritorno (21ª) |
|             |             |                  |               |               |
| 1º nov.     | 3-0         | Atalanta-Verona  | 1-2           | 4 mar.        |
| 1º nov.     | 2-0         | Bologna-Reggina  | 1-2           | 3 mar.        |
| 1º nov.     | 2-2         | Fiorentina-Bari  | 1-2           | 4 mar.        |
| 1º nov.     | 2-0         | Inter-Roma       | 2-3           | 4 mar.        |
| 1º nov.     | 1-2         | Juventus-Udinese | 2-0           | 4 mar.        |
| 1º nov.     | 2-1         | Lazio-Brescia    | 1-0           | 3 mar.        |
| 1º nov.     | 1-1         | Lecce-Napoli     | 1-1           | 4 mar.        |
| 1º nov.     | 2-0         | Parma-Milan      | 2-2           | 4 mar.        |
| 1º nov.     | 1-0         | Vicenza-Perugia  | 0-1           | 4 mar.        |

| andata (3ª) | andata (3ª) | 3ª giornata        | ritorno (20ª) | ritorno (20ª) |
|             |             |                    |               |               |
| 22 ott.     | 0-2         | Bari-Atalanta      | 0-0           | 24 feb.       |
| 22 ott.     | 1-1         | Brescia-Fiorentina | 2-2           | 24 feb.       |
| 21 ott.     | 2-2         | Milan-Juventus     | 0-3           | 25 feb.       |
| 22 ott.     | 1-5         | Napoli-Bologna     | 1-2           | 25 feb.       |
| 22 ott.     | 3-1         | Perugia-Parma      | 0-5           | 25 feb.       |
| 22 ott.     | 0-1         | Reggina-Lecce      | 1-2           | 25 feb.       |
| 22 ott.     | 3-1         | Roma-Vicenza       | 2-0           | 25 feb.       |
| 21 ott.     | 3-0         | Udinese-Inter      | 1-2           | 25 feb.       |
| 22 ott.     | 2-0         | Verona-Lazio       | 3-5           | 25 feb.       |

| andata (4ª) | andata (4ª) | 4ª giornata      | ritorno (21ª) | ritorno (21ª) |
|             |             |                  |               |               |
| 1º nov.     | 3-0         | Atalanta-Verona  | 1-2           | 4 mar.        |
| 1º nov.     | 2-0         | Bologna-Reggina  | 1-2           | 3 mar.        |
| 1º nov.     | 2-2         | Fiorentina-Bari  | 1-2           | 4 mar.        |
| 1º nov.     | 2-0         | Inter-Roma       | 2-3           | 4 mar.        |
| 1º nov.     | 1-2         | Juventus-Udinese | 2-0           | 4 mar.        |
| 1º nov.     | 2-1         | Lazio-Brescia    | 1-0           | 3 mar.        |
| 1º nov.     | 1-1         | Lecce-Napoli     | 1-1           | 4 mar.        |
| 1º nov.     | 2-0         | Parma-Milan      | 2-2           | 4 mar.        |
| 1º nov.     | 1-0         | Vicenza-Perugia  | 0-1           | 4 mar.        |

| andata (5ª) | andata (5ª) | 5ª giornata        | ritorno (22ª) | ritorno (22ª) |
|             |             |                    |               |               |
| 5 nov.      | 0-1         | Bari-Parma         | 0-4           | 11 mar.       |
| 5 nov.      | 2-4         | Brescia-Roma       | 1-3           | 11 mar.       |
| 4 nov.      | 3-4         | Fiorentina-Perugia | 2-2           | 11 mar.       |
| 4 nov.      | 2-0         | Lazio-Bologna      | 0-2           | 11 mar.       |
| 5 nov.      | 3-3         | Milan-Atalanta     | 1-1           | 10 mar.       |
| 5 nov.      | 1-2         | Napoli-Vicenza     | 0-2           | 10 mar.       |
| 5 nov.      | 0-2         | Reggina-Juventus   | 0-1           | 11 mar.       |
| 5 nov.      | 2-0         | Udinese-Lecce      | 1-2           | 11 mar.       |
| 5 nov.      | 2-2         | Verona-Inter       | 0-2           | 11 mar.       |

| andata (6ª) | andata (6ª) | 6ª giornata        | ritorno (23ª) | ritorno (23ª) |
|             |             |                    |               |               |
| 11 nov.     | 2-0         | Atalanta-Brescia   | 3-0           | 19 mar.       |
| 12 nov.     | 1-3         | Bari-Milan         | 0-4           | 18 mar.       |
| 12 nov.     | 1-1         | Bologna-Fiorentina | 1-1           | 18 mar.       |
| 12 nov.     | 0-1         | Inter-Lecce        | 2-1           | 18 mar.       |
| 11 nov.     | 1-1         | Juventus-Lazio     | 1-4           | 18 mar.       |
| 12 nov.     | 2-0         | Parma-Udinese      | 3-1           | 18 mar.       |
| 12 nov.     | 1-1         | Perugia-Napoli     | 0-0           | 18 mar.       |
| 12 nov.     | 2-1         | Roma-Reggina       | 0-0           | 18 mar.       |
| 12 nov.     | 2-2         | Vicenza-Verona     | 0-1           | 18 mar.       |

| andata (5ª) | andata (5ª) | 5ª giornata        | ritorno (22ª) | ritorno (22ª) |
|             |             |                    |               |               |
| 5 nov.      | 0-1         | Bari-Parma         | 0-4           | 11 mar.       |
| 5 nov.      | 2-4         | Brescia-Roma       | 1-3           | 11 mar.       |
| 4 nov.      | 3-4         | Fiorentina-Perugia | 2-2           | 11 mar.       |
| 4 nov.      | 2-0         | Lazio-Bologna      | 0-2           | 11 mar.       |
| 5 nov.      | 3-3         | Milan-Atalanta     | 1-1           | 10 mar.       |
| 5 nov.      | 1-2         | Napoli-Vicenza     | 0-2           | 10 mar.       |
| 5 nov.      | 0-2         | Reggina-Juventus   | 0-1           | 11 mar.       |
| 5 nov.      | 2-0         | Udinese-Lecce      | 1-2           | 11 mar.       |
| 5 nov.      | 2-2         | Verona-Inter       | 0-2           | 11 mar.       |

| andata (6ª) | andata (6ª) | 6ª giornata        | ritorno (23ª) | ritorno (23ª) |
|             |             |                    |               |               |
| 11 nov.     | 2-0         | Atalanta-Brescia   | 3-0           | 19 mar.       |
| 12 nov.     | 1-3         | Bari-Milan         | 0-4           | 18 mar.       |
| 12 nov.     | 1-1         | Bologna-Fiorentina | 1-1           | 18 mar.       |
| 12 nov.     | 0-1         | Inter-Lecce        | 2-1           | 18 mar.       |
| 11 nov.     | 1-1         | Juventus-Lazio     | 1-4           | 18 mar.       |
| 12 nov.     | 2-0         | Parma-Udinese      | 3-1           | 18 mar.       |
| 12 nov.     | 1-1         | Perugia-Napoli     | 0-0           | 18 mar.       |
| 12 nov.     | 2-1         | Roma-Reggina       | 0-0           | 18 mar.       |
| 12 nov.     | 2-2         | Vicenza-Verona     | 0-1           | 18 mar.       |

| andata (7ª) | andata (7ª) | 7ª giornata        | ritorno (24ª) | ritorno (24ª) |
|             |             |                    |               |               |
| 19 nov.     | 2-1         | Bologna-Parma      | 0-0           | 1º apr.       |
| 19 nov.     | 0-0         | Brescia-Juventus   | 1-1           | 1º apr.       |
| 19 nov.     | 3-2         | Fiorentina-Vicenza | 1-1           | 31 mar.       |
| 18 nov.     | 2-1         | Inter-Perugia      | 3-2           | 1º apr.       |
| 18 nov.     | 1-1         | Lazio-Milan        | 0-1           | 1º apr.       |
| 19 nov.     | 2-0         | Lecce-Bari         | 2-3           | 31 mar.       |
| 19 nov.     | 0-0         | Napoli-Atalanta    | 1-1           | 1º apr.       |
| 19 nov.     | 3-0         | Udinese-Reggina    | 1-1           | 1º apr.       |
| 19 nov.     | 1-4         | Verona-Roma        | 1-3           | 1º apr.       |

| andata (8ª) | andata (8ª) | 8ª giornata     | ritorno (25ª) | ritorno (25ª) |
|             |             |                 |               |               |
| 25 nov.     | 1-0         | Atalanta-Lecce  | 2-0           | 8 apr.        |
| 26 nov.     | 2-1         | Bari-Udinese    | 0-2           | 8 apr.        |
| 26 nov.     | 2-1         | Juventus-Verona | 1-0           | 8 apr.        |
| 25 nov.     | 1-0         | Milan-Napoli    | 0-0           | 8 apr.        |
| 26 nov.     | 2-0         | Parma-Lazio     | 0-1           | 18 apr.       |
| 26 nov.     | 1-3         | Perugia-Bologna | 2-3           | 8 apr.        |
| 26 nov.     | 0-3         | Reggina-Brescia | 0-4           | 8 apr.        |
| 26 nov.     | 1-0         | Roma-Fiorentina | 1-3           | 9 apr.        |
| 26 nov.     | 0-0         | Vicenza-Inter   | 1-1           | 8 apr.        |

| andata (7ª) | andata (7ª) | 7ª giornata        | ritorno (24ª) | ritorno (24ª) |
|             |             |                    |               |               |
| 19 nov.     | 2-1         | Bologna-Parma      | 0-0           | 1º apr.       |
| 19 nov.     | 0-0         | Brescia-Juventus   | 1-1           | 1º apr.       |
| 19 nov.     | 3-2         | Fiorentina-Vicenza | 1-1           | 31 mar.       |
| 18 nov.     | 2-1         | Inter-Perugia      | 3-2           | 1º apr.       |
| 18 nov.     | 1-1         | Lazio-Milan        | 0-1           | 1º apr.       |
| 19 nov.     | 2-0         | Lecce-Bari         | 2-3           | 31 mar.       |
| 19 nov.     | 0-0         | Napoli-Atalanta    | 1-1           | 1º apr.       |
| 19 nov.     | 3-0         | Udinese-Reggina    | 1-1           | 1º apr.       |
| 19 nov.     | 1-4         | Verona-Roma        | 1-3           | 1º apr.       |

| andata (8ª) | andata (8ª) | 8ª giornata     | ritorno (25ª) | ritorno (25ª) |
|             |             |                 |               |               |
| 25 nov.     | 1-0         | Atalanta-Lecce  | 2-0           | 8 apr.        |
| 26 nov.     | 2-1         | Bari-Udinese    | 0-2           | 8 apr.        |
| 26 nov.     | 2-1         | Juventus-Verona | 1-0           | 8 apr.        |
| 25 nov.     | 1-0         | Milan-Napoli    | 0-0           | 8 apr.        |
| 26 nov.     | 2-0         | Parma-Lazio     | 0-1           | 18 apr.       |
| 26 nov.     | 1-3         | Perugia-Bologna | 2-3           | 8 apr.        |
| 26 nov.     | 0-3         | Reggina-Brescia | 0-4           | 8 apr.        |
| 26 nov.     | 1-0         | Roma-Fiorentina | 1-3           | 9 apr.        |
| 26 nov.     | 0-0         | Vicenza-Inter   | 1-1           | 8 apr.        |

| andata (9ª) | andata (9ª) | 9ª giornata      | ritorno (26ª) | ritorno (26ª) |
|             |             |                  |               |               |
| 3 dic.      | 1-1         | Bologna-Vicenza  | 2-4           | 14 apr.       |
| 3 dic.      | 2-2         | Inter-Juventus   | 1-3           | 14 apr.       |
| 2 dic.      | 2-0         | Lazio-Reggina    | 2-0           | 14 apr.       |
| 3 dic.      | 1-1         | Lecce-Fiorentina | 0-2           | 14 apr.       |
| 3 dic.      | 1-0         | Napoli-Bari      | 1-0           | 14 apr.       |
| 2 dic.      | 2-0         | Parma-Atalanta   | 1-0           | 14 apr.       |
| 3 dic.      | 0-0         | Perugia-Roma     | 2-2           | 14 apr.       |
| 3 dic.      | 0-1         | Udinese-Milan    | 0-3           | 14 apr.       |
| 3 dic.      | 2-1         | Verona-Brescia   | 0-1           | 14 apr.       |

| andata (10ª) | andata (10ª) | 10ª giornata     | ritorno (27ª) | ritorno (27ª) |
|              |              |                  |               |               |
| 10 dic.      | 0-0          | Atalanta-Perugia | 2-2           | 22 apr.       |
| 10 dic.      | 2-0          | Bari-Bologna     | 2-4           | 22 apr.       |
| 9 dic.       | 1-1          | Brescia-Napoli   | 1-1           | 21 apr.       |
| 10 dic.      | 2-0          | Fiorentina-Inter | 2-4           | 21 apr.       |
| 10 dic.      | 1-0          | Juventus-Parma   | 0-0           | 22 apr.       |
| 10 dic.      | 4-1          | Milan-Lecce      | 3-3           | 22 apr.       |
| 9 dic.       | 1-1          | Reggina-Verona   | 3-0           | 22 apr.       |
| 10 dic.      | 2-1          | Roma-Udinese     | 3-1           | 22 apr.       |
| 10 dic.      | 1-4          | Vicenza-Lazio    | 1-2           | 22 apr.       |

| andata (9ª) | andata (9ª) | 9ª giornata      | ritorno (26ª) | ritorno (26ª) |
|             |             |                  |               |               |
| 3 dic.      | 1-1         | Bologna-Vicenza  | 2-4           | 14 apr.       |
| 3 dic.      | 2-2         | Inter-Juventus   | 1-3           | 14 apr.       |
| 2 dic.      | 2-0         | Lazio-Reggina    | 2-0           | 14 apr.       |
| 3 dic.      | 1-1         | Lecce-Fiorentina | 0-2           | 14 apr.       |
| 3 dic.      | 1-0         | Napoli-Bari      | 1-0           | 14 apr.       |
| 2 dic.      | 2-0         | Parma-Atalanta   | 1-0           | 14 apr.       |
| 3 dic.      | 0-0         | Perugia-Roma     | 2-2           | 14 apr.       |
| 3 dic.      | 0-1         | Udinese-Milan    | 0-3           | 14 apr.       |
| 3 dic.      | 2-1         | Verona-Brescia   | 0-1           | 14 apr.       |

| andata (10ª) | andata (10ª) | 10ª giornata     | ritorno (27ª) | ritorno (27ª) |
|              |              |                  |               |               |
| 10 dic.      | 0-0          | Atalanta-Perugia | 2-2           | 22 apr.       |
| 10 dic.      | 2-0          | Bari-Bologna     | 2-4           | 22 apr.       |
| 9 dic.       | 1-1          | Brescia-Napoli   | 1-1           | 21 apr.       |
| 10 dic.      | 2-0          | Fiorentina-Inter | 2-4           | 21 apr.       |
| 10 dic.      | 1-0          | Juventus-Parma   | 0-0           | 22 apr.       |
| 10 dic.      | 4-1          | Milan-Lecce      | 3-3           | 22 apr.       |
| 9 dic.       | 1-1          | Reggina-Verona   | 3-0           | 22 apr.       |
| 10 dic.      | 2-1          | Roma-Udinese     | 3-1           | 22 apr.       |
| 10 dic.      | 1-4          | Vicenza-Lazio    | 1-2           | 22 apr.       |

| andata (11ª) | andata (11ª) | 11ª giornata       | ritorno (28ª) | ritorno (28ª) |
|              |              |                    |               |               |
| 17 dic.      | 0-1          | Bologna-Atalanta   | 2-2           | 29 apr.       |
| 17 dic.      | 0-0          | Inter-Brescia      | 0-1           | 29 apr.       |
| 17 dic.      | 0-1          | Lazio-Roma         | 2-2           | 29 apr.       |
| 17 dic.      | 1-4          | Lecce-Juventus     | 1-1           | 29 apr.       |
| 16 dic.      | 6-2          | Napoli-Reggina     | 1-3           | 28 apr.       |
| 17 dic.      | 0-2          | Parma-Vicenza      | 1-0           | 28 apr.       |
| 16 dic.      | 4-1          | Perugia-Bari       | 4-3           | 29 apr.       |
| 17 dic.      | 1-3          | Udinese-Fiorentina | 1-2           | 29 apr.       |
| 17 dic.      | 1-1          | Verona-Milan       | 0-1           | 29 apr.       |

| andata (12ª) | andata (12ª) | 12ª giornata      | ritorno (29ª) | ritorno (29ª) |
|              |              |                   |               |               |
| 23 dic.      | 0-1          | Atalanta-Inter    | 0-3           | 6 mag.        |
| 22 dic.      | 1-2          | Bari-Lazio        | 0-2           | 6 mag.        |
| 23 dic.      | 2-2          | Brescia-Lecce     | 3-0           | 5 mag.        |
| 23 dic.      | 2-0          | Fiorentina-Verona | 1-2           | 6 mag.        |
| 23 dic.      | 1-2          | Milan-Perugia     | 1-2           | 6 mag.        |
| 23 dic.      | 2-2          | Napoli-Parma      | 0-4           | 6 mag.        |
| 23 dic.      | 1-0          | Reggina-Vicenza   | 1-2           | 6 mag.        |
| 22 dic.      | 0-0          | Roma-Juventus     | 2-2           | 6 mag.        |
| 23 dic.      | 3-1          | Udinese-Bologna   | 1-1           | 5 mag.        |

| andata (11ª) | andata (11ª) | 11ª giornata       | ritorno (28ª) | ritorno (28ª) |
|              |              |                    |               |               |
| 17 dic.      | 0-1          | Bologna-Atalanta   | 2-2           | 29 apr.       |
| 17 dic.      | 0-0          | Inter-Brescia      | 0-1           | 29 apr.       |
| 17 dic.      | 0-1          | Lazio-Roma         | 2-2           | 29 apr.       |
| 17 dic.      | 1-4          | Lecce-Juventus     | 1-1           | 29 apr.       |
| 16 dic.      | 6-2          | Napoli-Reggina     | 1-3           | 28 apr.       |
| 17 dic.      | 0-2          | Parma-Vicenza      | 1-0           | 28 apr.       |
| 16 dic.      | 4-1          | Perugia-Bari       | 4-3           | 29 apr.       |
| 17 dic.      | 1-3          | Udinese-Fiorentina | 1-2           | 29 apr.       |
| 17 dic.      | 1-1          | Verona-Milan       | 0-1           | 29 apr.       |

| andata (12ª) | andata (12ª) | 12ª giornata      | ritorno (29ª) | ritorno (29ª) |
|              |              |                   |               |               |
| 23 dic.      | 0-1          | Atalanta-Inter    | 0-3           | 6 mag.        |
| 22 dic.      | 1-2          | Bari-Lazio        | 0-2           | 6 mag.        |
| 23 dic.      | 2-2          | Brescia-Lecce     | 3-0           | 5 mag.        |
| 23 dic.      | 2-0          | Fiorentina-Verona | 1-2           | 6 mag.        |
| 23 dic.      | 1-2          | Milan-Perugia     | 1-2           | 6 mag.        |
| 23 dic.      | 2-2          | Napoli-Parma      | 0-4           | 6 mag.        |
| 23 dic.      | 1-0          | Reggina-Vicenza   | 1-2           | 6 mag.        |
| 22 dic.      | 0-0          | Roma-Juventus     | 2-2           | 6 mag.        |
| 23 dic.      | 3-1          | Udinese-Bologna   | 1-1           | 5 mag.        |

| andata (13ª) | andata (13ª) | 13ª giornata        | ritorno (30ª) | ritorno (30ª) |
|              |              |                     |               |               |
| 7 gen.       | 0-2          | Atalanta-Roma       | 0-1           | 12 mag.       |
| 7 gen.       | 1-0          | Bologna-Brescia     | 0-0           | 12 mag.       |
| 6 gen.       | 3-3          | Juventus-Fiorentina | 3-1           | 11 mag.       |
| 7 gen.       | 1-2          | Lazio-Napoli        | 4-2           | 12 mag.       |
| 7 gen.       | 4-2          | Lecce-Verona        | 0-0           | 12 mag.       |
| 7 gen.       | 2-2          | Milan-Inter         | 6-0           | 11 mag.       |
| 7 gen.       | 0-2          | Parma-Reggina       | 0-2           | 12 mag.       |
| 7 gen.       | 3-1          | Perugia-Udinese     | 3-3           | 12 mag.       |
| 6 gen.       | 1-0          | Vicenza-Bari        | 2-2           | 12 mag.       |

| andata (14ª) | andata (14ª) | 14ª giornata     | ritorno (31ª) | ritorno (31ª) |
|              |              |                  |               |               |
| 13 gen.      | 1-0          | Brescia-Perugia  | 2-2           | 20 mag.       |
| 13 gen.      | 4-0          | Fiorentina-Milan | 2-1           | 17 mag.       |
| 14 gen.      | 1-1          | Inter-Parma      | 1-3           | 17 mag.       |
| 14 gen.      | 1-0          | Juventus-Bologna | 4-1           | 20 mag.       |
| 14 gen.      | 3-1          | Lecce-Vicenza    | 0-0           | 20 mag.       |
| 14 gen.      | 1-0          | Reggina-Atalanta | 1-1           | 20 mag.       |
| 14 gen.      | 1-1          | Roma-Bari        | 4-1           | 20 mag.       |
| 14 gen.      | 3-4          | Udinese-Lazio    | 1-3           | 20 mag.       |
| 14 gen.      | 2-1          | Verona-Napoli    | 0-2           | 20 mag.       |

| andata (13ª) | andata (13ª) | 13ª giornata        | ritorno (30ª) | ritorno (30ª) |
|              |              |                     |               |               |
| 7 gen.       | 0-2          | Atalanta-Roma       | 0-1           | 12 mag.       |
| 7 gen.       | 1-0          | Bologna-Brescia     | 0-0           | 12 mag.       |
| 6 gen.       | 3-3          | Juventus-Fiorentina | 3-1           | 11 mag.       |
| 7 gen.       | 1-2          | Lazio-Napoli        | 4-2           | 12 mag.       |
| 7 gen.       | 4-2          | Lecce-Verona        | 0-0           | 12 mag.       |
| 7 gen.       | 2-2          | Milan-Inter         | 6-0           | 11 mag.       |
| 7 gen.       | 0-2          | Parma-Reggina       | 0-2           | 12 mag.       |
| 7 gen.       | 3-1          | Perugia-Udinese     | 3-3           | 12 mag.       |
| 6 gen.       | 1-0          | Vicenza-Bari        | 2-2           | 12 mag.       |

| andata (14ª) | andata (14ª) | 14ª giornata     | ritorno (31ª) | ritorno (31ª) |
|              |              |                  |               |               |
| 13 gen.      | 1-0          | Brescia-Perugia  | 2-2           | 20 mag.       |
| 13 gen.      | 4-0          | Fiorentina-Milan | 2-1           | 17 mag.       |
| 14 gen.      | 1-1          | Inter-Parma      | 1-3           | 17 mag.       |
| 14 gen.      | 1-0          | Juventus-Bologna | 4-1           | 20 mag.       |
| 14 gen.      | 3-1          | Lecce-Vicenza    | 0-0           | 20 mag.       |
| 14 gen.      | 1-0          | Reggina-Atalanta | 1-1           | 20 mag.       |
| 14 gen.      | 1-1          | Roma-Bari        | 4-1           | 20 mag.       |
| 14 gen.      | 3-4          | Udinese-Lazio    | 1-3           | 20 mag.       |
| 14 gen.      | 2-1          | Verona-Napoli    | 0-2           | 20 mag.       |

| andata (15ª) | andata (15ª) | 15ª giornata        | ritorno (32ª) | ritorno (32ª) |
|              |              |                     |               |               |
| 21 gen.      | 0-0          | Atalanta-Fiorentina | 1-1           | 27 mag.       |
| 21 gen.      | 2-1          | Bari-Reggina        | 0-1           | 27 mag.       |
| 20 gen.      | 1-0          | Bologna-Verona      | 4-5           | 27 mag.       |
| 20 gen.      | 2-0          | Lazio-Inter         | 1-1           | 27 mag.       |
| 21 gen.      | 3-2          | Milan-Roma          | 1-1           | 27 mag.       |
| 21 gen.      | 0-1          | Napoli-Udinese      | 0-0           | 27 mag.       |
| 21 gen.      | 1-1          | Parma-Lecce         | 2-1           | 27 mag.       |
| 21 gen.      | 0-1          | Perugia-Juventus    | 0-1           | 27 mag.       |
| 21 gen.      | 1-1          | Vicenza-Brescia     | 1-2           | 27 mag.       |

| andata (16ª) | andata (16ª) | 16ª giornata     | ritorno (33ª) | ritorno (33ª) |
|              |              |                  |               |               |
| 28 gen.      | 1-1          | Brescia-Milan    | 1-1           | 10 giu.       |
| 28 gen.      | 1-4          | Fiorentina-Lazio | 0-3           | 10 giu.       |
| 28 gen.      | 1-0          | Inter-Bari       | 2-1           | 10 giu.       |
| 28 gen.      | 4-0          | Juventus-Vicenza | 3-0           | 10 giu.       |
| 27 gen.      | 0-0          | Lecce-Bologna    | 2-2           | 10 giu.       |
| 27 gen.      | 0-2          | Reggina-Perugia  | 1-1           | 10 giu.       |
| 28 gen.      | 3-0          | Roma-Napoli      | 2-2           | 10 giu.       |
| 28 gen.      | 2-4          | Udinese-Atalanta | 1-0           | 10 giu.       |
| 28 gen.      | 0-2          | Verona-Parma     | 2-1           | 10 giu.       |

| andata (15ª) | andata (15ª) | 15ª giornata        | ritorno (32ª) | ritorno (32ª) |
|              |              |                     |               |               |
| 21 gen.      | 0-0          | Atalanta-Fiorentina | 1-1           | 27 mag.       |
| 21 gen.      | 2-1          | Bari-Reggina        | 0-1           | 27 mag.       |
| 20 gen.      | 1-0          | Bologna-Verona      | 4-5           | 27 mag.       |
| 20 gen.      | 2-0          | Lazio-Inter         | 1-1           | 27 mag.       |
| 21 gen.      | 3-2          | Milan-Roma          | 1-1           | 27 mag.       |
| 21 gen.      | 0-1          | Napoli-Udinese      | 0-0           | 27 mag.       |
| 21 gen.      | 1-1          | Parma-Lecce         | 2-1           | 27 mag.       |
| 21 gen.      | 0-1          | Perugia-Juventus    | 0-1           | 27 mag.       |
| 21 gen.      | 1-1          | Vicenza-Brescia     | 1-2           | 27 mag.       |

| andata (16ª) | andata (16ª) | 16ª giornata     | ritorno (33ª) | ritorno (33ª) |
|              |              |                  |               |               |
| 28 gen.      | 1-1          | Brescia-Milan    | 1-1           | 10 giu.       |
| 28 gen.      | 1-4          | Fiorentina-Lazio | 0-3           | 10 giu.       |
| 28 gen.      | 1-0          | Inter-Bari       | 2-1           | 10 giu.       |
| 28 gen.      | 4-0          | Juventus-Vicenza | 3-0           | 10 giu.       |
| 27 gen.      | 0-0          | Lecce-Bologna    | 2-2           | 10 giu.       |
| 27 gen.      | 0-2          | Reggina-Perugia  | 1-1           | 10 giu.       |
| 28 gen.      | 3-0          | Roma-Napoli      | 2-2           | 10 giu.       |
| 28 gen.      | 2-4          | Udinese-Atalanta | 1-0           | 10 giu.       |
| 28 gen.      | 0-2          | Verona-Parma     | 2-1           | 10 giu.       |

| \| andata (17ª) \| andata (17ª) \| 17ª giornata \| ritorno (34ª) \| ritorno (34ª) \| \| \| \| \| \| \| \| 3 feb. \| 2-1 \| Atalanta-Juventus \| 1-2 \| 17 giu. \| \| 4 feb. \| 1-3 \| Bari-Brescia \| 1-3 \| 17 giu. \| \| 4 feb. \| 0-3 \| Bologna-Inter[110] \| 1-2 \| 17 giu. \| \| 4 feb. \| 3-2 \| Lazio-Lecce \| 1-2 \| 17 giu. \| \| 4 feb. \| 1-0 \| Milan-Reggina \| 1-2 \| 17 giu. \| \| 4 feb. \| 1-0 \| [111] Napoli-Fiorentina \| 2-1 \| 17 giu. \| \| 4 feb. \| 1-2 \| Parma-Roma \| 1-3 \| 17 giu. \| \| 3 feb. \| 1-0 \| Perugia-Verona \| 1-2 \| 17 giu. \| \| 4 feb. \| 1-2 \| Vicenza-Udinese \| 3-2 \| 17 giu. \| |              |                   |               |               |
| andata (17ª) | andata (17ª) | 17ª giornata      | ritorno (34ª) | ritorno (34ª) |
| |              |                   |               |               |
| 3 feb. | 2-1          | Atalanta-Juventus | 1-2           | 17 giu.       |
| 4 feb. | 1-3          | Bari-Brescia      | 1-3           | 17 giu.       |
| 4 feb. | 0-3          | Bologna-Inter     | 1-2           | 17 giu.       |
| 4 feb. | 3-2          | Lazio-Lecce       | 1-2           | 17 giu.       |
| 4 feb. | 1-0          | Milan-Reggina     | 1-2           | 17 giu.       |
| 4 feb. | 1-0          | Napoli-Fiorentina | 2-1           | 17 giu.       |
| 4 feb. | 1-2          | Parma-Roma        | 1-3           | 17 giu.       |
| 3 feb. | 1-0          | Perugia-Verona    | 1-2           | 17 giu.       |
| 4 feb. | 1-2          | Vicenza-Udinese   | 3-2           | 17 giu.       |

| andata (17ª) | andata (17ª) | 17ª giornata      | ritorno (34ª) | ritorno (34ª) |
|              |              |                   |               |               |
| 3 feb.       | 2-1          | Atalanta-Juventus | 1-2           | 17 giu.       |
| 4 feb.       | 1-3          | Bari-Brescia      | 1-3           | 17 giu.       |
| 4 feb.       | 0-3          | Bologna-Inter     | 1-2           | 17 giu.       |
| 4 feb.       | 3-2          | Lazio-Lecce       | 1-2           | 17 giu.       |
| 4 feb.       | 1-0          | Milan-Reggina     | 1-2           | 17 giu.       |
| 4 feb.       | 1-0          | Napoli-Fiorentina | 2-1           | 17 giu.       |
| 4 feb.       | 1-2          | Parma-Roma        | 1-3           | 17 giu.       |
| 3 feb.       | 1-0          | Perugia-Verona    | 1-2           | 17 giu.       |
| 4 feb.       | 1-2          | Vicenza-Udinese   | 3-2           | 17 giu.       |

## Spareggi

### Spareggio salvezza
|         | Risultati |         | Luogo e data                    |
| ------- | --------- | ------- | ------------------------------- |
| Verona  | 1-0       | Reggina | Verona, 21 giugno 2001          |
| Reggina | 2-1       | Verona  | Reggio Calabria, 24 giugno 2001 |
|         |           |         |                                 |

## Statistiche

### Squadre

#### Capoliste solitarie
|    | —— | ——  | —— | ——  | ——   | ——   | ——   | ——   | ——   | ——   | ——   | ——   | ——   | ——   | ——   | ——   | ——   | ——   | ——   | ——   | ——   | ——   | ——   | ——   | ——   | ——   | ——   | ——   | ——   | ——   | ——   | ——   | ——   | —— |  |
|    |    | Rom |    | Udi | Roma | Roma | Roma | Roma | Roma | Roma | Roma | Roma | Roma | Roma | Roma | Roma | Roma | Roma | Roma | Roma | Roma | Roma | Roma | Roma | Roma | Roma | Roma | Roma | Roma | Roma | Roma | Roma | Roma |    |  |
|    |    |     |    |     |      |      |      |      |      |      |      |      |      |      |      |      |      |      |      |      |      |      |      |      |      |      |      |      |      |      |      |      |      |    |  |
|    |    |     |    |     |      |      |      |      |      |      |      |      |      |      |      |      |      |      |      |      |      |      |      |      |      |      |      |      |      |      |      |      |      |    |  |
| 1ª | 2ª | 3ª  | 4ª | 5ª  | 6ª   | 7ª   | 8ª   | 9ª   | 10ª  | 11ª  | 12ª  | 13ª  | 14ª  | 15ª  | 16ª  | 17ª  | 18ª  | 19ª  | 20ª  | 21ª  | 22ª  | 23ª  | 24ª  | 25ª  | 26ª  | 27ª  | 28ª  | 29ª  | 30ª  | 31ª  | 32ª  | 33ª  | 34ª  |    |  |

#### Classifica in divenire
|            | 1ª | 2ª | 3ª | 4ª | 5ª | 6ª | 7ª | 8ª | 9ª | 10ª | 11ª | 12ª | 13ª | 14ª | 15ª | 16ª | 17ª | 18ª | 19ª | 20ª | 21ª | 22ª | 23ª | 24ª | 25ª | 26ª | 27ª | 28ª | 29ª | 30ª | 31ª | 32ª | 33ª | 34ª |
|            |    |    |    |    |    |    |    |    |    |     |     |     |     |     |     |     |     |     |     |     |     |     |     |     |     |     |     |     |     |     |     |     |     |     |
| ---------- | -- | -- | -- | -- | -- | -- | -- | -- | -- | --- | --- | --- | --- | --- | --- | --- | --- | --- | --- | --- | --- | --- | --- | --- | --- | --- | --- | --- | --- | --- | --- | --- | --- | --- |
| Atalanta   | 1  | 4  | 7  | 10 | 11 | 14 | 15 | 18 | 18 | 19  | 22  | 22  | 22  | 22  | 23  | 26  | 29  | 30  | 31  | 32  | 32  | 33  | 36  | 37  | 40  | 40  | 41  | 42  | 42  | 42  | 43  | 44  | 44  | 44  |
| Bari       | 1  | 1  | 1  | 2  | 2  | 2  | 2  | 5  | 5  | 8   | 8   | 8   | 8   | 9   | 12  | 12  | 12  | 12  | 12  | 13  | 16  | 16  | 16  | 19  | 19  | 19  | 19  | 19  | 19  | 20  | 20  | 20  | 20  | 20  |
| Bologna    | 0  | 3  | 6  | 9  | 9  | 10 | 13 | 16 | 17 | 17  | 17  | 17  | 20  | 20  | 23  | 24  | 24  | 24  | 25  | 28  | 28  | 31  | 32  | 33  | 36  | 36  | 39  | 40  | 41  | 42  | 42  | 42  | 43  | 43  |
| Brescia    | 0  | 1  | 2  | 2  | 2  | 2  | 3  | 6  | 6  | 7   | 8   | 9   | 9   | 12  | 13  | 14  | 17  | 20  | 20  | 21  | 21  | 21  | 21  | 22  | 25  | 28  | 29  | 32  | 35  | 36  | 37  | 40  | 41  | 44  |
| Fiorentina | 1  | 4  | 5  | 6  | 6  | 7  | 10 | 10 | 11 | 14  | 17  | 20  | 21  | 24  | 25  | 25  | 25  | 25  | 26  | 27  | 27  | 28  | 29  | 30  | 33  | 36  | 36  | 39  | 39  | 39  | 42  | 43  | 43  | 43  |
| Inter      | 0  | 3  | 3  | 6  | 7  | 7  | 10 | 11 | 12 | 12  | 13  | 16  | 17  | 18  | 18  | 21  | 24  | 25  | 25  | 28  | 28  | 31  | 34  | 37  | 38  | 38  | 41  | 41  | 44  | 44  | 44  | 45  | 48  | 51  |
| Juventus   | 3  | 6  | 7  | 7  | 10 | 11 | 12 | 15 | 16 | 19  | 22  | 23  | 24  | 27  | 30  | 33  | 33  | 36  | 39  | 42  | 45  | 48  | 48  | 49  | 52  | 55  | 56  | 57  | 58  | 61  | 64  | 67  | 70  | 73  |
| Lazio      | 1  | 4  | 4  | 7  | 10 | 11 | 12 | 12 | 15 | 18  | 18  | 21  | 21  | 24  | 27  | 30  | 33  | 34  | 37  | 40  | 43  | 43  | 46  | 46  | 49  | 52  | 55  | 56  | 59  | 62  | 65  | 66  | 69  | 69  |
| Lecce      | 1  | 1  | 4  | 5  | 5  | 8  | 11 | 11 | 12 | 12  | 12  | 13  | 16  | 19  | 20  | 21  | 21  | 22  | 22  | 25  | 26  | 29  | 29  | 29  | 29  | 29  | 30  | 31  | 31  | 32  | 33  | 33  | 34  | 37  |
| Milan      | 3  | 3  | 4  | 4  | 5  | 8  | 9  | 12 | 15 | 18  | 19  | 19  | 20  | 20  | 23  | 24  | 27  | 27  | 28  | 28  | 29  | 30  | 33  | 36  | 37  | 40  | 41  | 44  | 44  | 47  | 47  | 48  | 49  | 49  |
| Napoli     | 0  | 0  | 0  | 1  | 1  | 2  | 3  | 3  | 6  | 7   | 10  | 11  | 14  | 14  | 14  | 14  | 17  | 17  | 20  | 20  | 21  | 21  | 22  | 23  | 24  | 27  | 28  | 28  | 28  | 28  | 31  | 32  | 33  | 36  |
| Parma      | 1  | 2  | 2  | 5  | 8  | 11 | 11 | 14 | 17 | 17  | 17  | 18  | 18  | 19  | 20  | 23  | 23  | 26  | 29  | 32  | 33  | 36  | 39  | 40  | 40  | 43  | 44  | 47  | 50  | 50  | 53  | 56  | 56  | 56  |
| Perugia    | 0  | 1  | 2  | 2  | 5  | 8  | 9  | 9  | 12 | 12  | 13  | 13  | 13  | 16  | 16  | 19  | 22  | 22  | 22  | 25  | 26  | 27  | 30  | 30  | 33  | 33  | 36  | 36  | 37  | 37  | 40  | 43  | 43  | 46  |
| Reggina    | 3  | 3  | 3  | 3  | 3  | 3  | 3  | 3  | 3  | 4   | 4   | 7   | 10  | 13  | 13  | 13  | 13  | 14  | 15  | 15  | 18  | 18  | 19  | 20  | 20  | 20  | 23  | 26  | 26  | 29  | 30  | 33  | 34  | 37  |
| Roma       | 3  | 6  | 9  | 9  | 12 | 15 | 18 | 21 | 22 | 25  | 28  | 29  | 32  | 33  | 33  | 36  | 39  | 42  | 45  | 48  | 51  | 54  | 55  | 58  | 58  | 59  | 62  | 63  | 64  | 67  | 70  | 71  | 72  | 75  |
| Udinese    | 3  | 4  | 7  | 10 | 13 | 13 | 16 | 16 | 16 | 16  | 16  | 19  | 19  | 19  | 22  | 22  | 25  | 25  | 28  | 28  | 28  | 28  | 28  | 29  | 32  | 32  | 32  | 32  | 33  | 34  | 34  | 35  | 38  | 38  |
| Verona     | 1  | 2  | 5  | 5  | 6  | 7  | 7  | 7  | 10 | 11  | 12  | 12  | 12  | 15  | 15  | 15  | 15  | 18  | 18  | 18  | 21  | 21  | 24  | 24  | 24  | 24  | 24  | 24  | 27  | 28  | 28  | 31  | 34  | 37  |
| Vicenza    | 0  | 0  | 0  | 3  | 6  | 7  | 7  | 8  | 9  | 9   | 12  | 12  | 15  | 15  | 16  | 16  | 16  | 19  | 20  | 20  | 20  | 23  | 23  | 24  | 25  | 28  | 28  | 28  | 31  | 32  | 33  | 33  | 33  | 36  |

#### Classifiche di rendimento

##### Rendimento andata-ritorno
| Andata     | Andata | Ritorno    | Ritorno |
|            |        |            |         |
| Roma       | 39     | Juventus   | 40      |
| Juventus   | 33     | Lazio      | 36      |
| Lazio      | 33     | Roma       | 36      |
| Atalanta   | 29     | Parma      | 33      |
| Milan      | 27     | Inter      | 28      |
| Fiorentina | 25     | Brescia    | 26      |
| Perugia    | 25     | Reggina    | 24      |
| Udinese    | 25     | Milan      | 22      |
| Inter      | 24     | Verona     | 21      |
| Bologna    | 24     | Vicenza    | 20      |
| Parma      | 23     | Napoli     | 19      |
| Lecce      | 20     | Bologna    | 19      |
| Brescia    | 17     | Fiorentina | 18      |
| Napoli     | 17     | Perugia    | 17      |
| Verona     | 16     | Lecce      | 17      |
| Vicenza    | 15     | Atalanta   | 15      |
| Reggina    | 13     | Udinese    | 13      |
| Bari       | 12     | Bari       | 8       |

##### Rendimento casa-trasferta
| In casa    | In casa | In trasferta | In trasferta |
|            |         |              |              |
| Roma       | 41      | Juventus     | 35           |
| Lazio      | 41      | Roma         | 34           |
| Juventus   | 38      | Lazio        | 28           |
| Milan      | 33      | Parma        | 25           |
| Inter      | 33      | Atalanta     | 23           |
| Parma      | 31      | Inter        | 18           |
| Bologna    | 31      | Perugia      | 17           |
| Verona     | 31      | Milan        | 16           |
| Fiorentina | 28      | Brescia      | 16           |
| Reggina    | 28      | Udinese      | 15           |
| Brescia    | 28      | Fiorentina   | 15           |
| Perugia    | 25      | Napoli       | 14           |
| Lecce      | 23      | Lecce        | 14           |
| Vicenza    | 23      | Vicenza      | 13           |
| Udinese    | 23      | Bologna      | 12           |
| Napoli     | 22      | Reggina      | 9            |
| Atalanta   | 21      | Verona       | 6            |
| Bari       | 17      | Bari         | 3            |

#### Primati stagionali
- Maggior numero di partite vinte: Roma (22)
- Minor numero di sconfitte: Juventus, Roma (3)
- Maggior numero di pareggi: Atalanta, Brescia (14)
- Minor numero di vittorie: Bari (5)
- Maggior numero di sconfitte: Bari (24)
- Minor numero di pareggi: Bari, Udinese (5)
- Miglior attacco: Roma (68)
- Miglior difesa: Juventus (27)
- Miglior differenza reti: Roma (+35)
- Peggior attacco: Bari (31)
- Peggior difesa: Bari (68)
- Peggior differenza reti: Bari (−37)

### Individuali
Da segnalare, durante la 22ª giornata (Parma-Bari 4-0), la quaterna messa a segno da Marco Di Vaio.

#### Classifica dei marcatori
| Gol | Rigori |  | Giocatore           | Squadra    |
| --- | ------ |  | ------------------- | ---------- |
| 26  | 2      |  | Hernán Crespo       | Lazio      |
| 24  | 6      |  | Andrij Ševčenko     | Milan      |
| 22  | 3      |  | Enrico Chiesa       | Fiorentina |
| 20  | 1      |  | Gabriel Batistuta   | Roma       |
| 18  | 4      |  | Christian Vieri     | Inter      |
| 17  | 6      |  | Dario Hübner        | Brescia    |
| 16  | 2      |  | Giuseppe Signori    | Bologna    |
| 15  |        |  | Marco Di Vaio       | Parma      |
| 15  |        |  | Roberto Sosa        | Udinese    |
| 14  |        |  | David Trezeguet     | Juventus   |
| 13  |        |  | Vincenzo Montella   | Roma       |
| 13  | 4      |  | Francesco Totti     | Roma       |
| 12  | 5      |  | Cristiano Lucarelli | Lecce      |
| 12  | 7      |  | Marco Materazzi     | Perugia    |
| 11  | 1      |  | Filippo Inzaghi     | Juventus   |
| 11  | 3      |  | Davor Vugrinec      | Lecce      |

### Media spettatori
Media spettatori della Serie A 2000-01: 29 441.
| Club       | Pos. | Media  |
| ---------- | ---- | ------ |
| Roma       | 1    | 64.720 |
| Inter      | 2    | 55.582 |
| Milan      | 3    | 52.304 |
| Lazio      | 4    | 47.492 |
| Juventus   | 5    | 41.273 |
| Napoli     | 6    | 38.890 |
| Fiorentina | 7    | 29.463 |
| Bologna    | 8    | 25.786 |
| Reggina    | 9    | 24.113 |
| Udinese    | 10   | 20.613 |
| Parma      | 11   | 19.008 |
| Atalanta   | 12   | 18.662 |
| Lecce      | 13   | 18.117 |
| Verona     | 14   | 17.777 |
| Brescia    | 15   | 16.261 |
| Vicenza    | 16   | 15.193 |
| Bari       | 17   | 13.833 |
| Perugia    | 18   | 11.119 |